# Ypsolopha rubrella
Ypsolopha rubrella là một loài bướm đêm thuộc họ Ypsolophidae. Nó được tìm thấy ở California phía đông đến Colorado và Oklahoma.
Sải cánh dài khoảng 18 mm.
Ấu trùng ăn Berberis repens in Colorado và Berberis nervosa in coastal California.